# Codlea

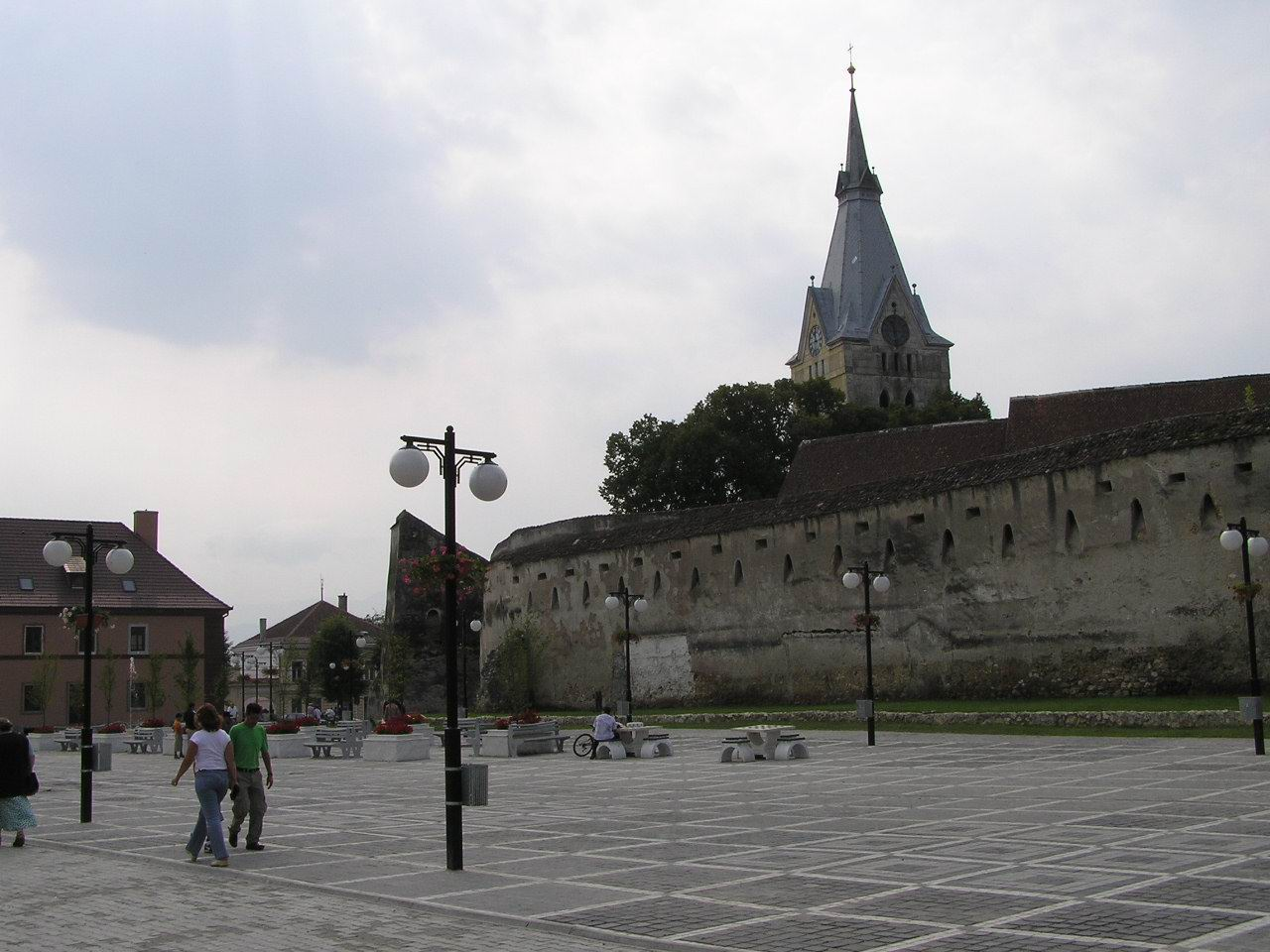
Codlea

Codlea é uma cidade da Roménia com 24.814 habitantes, localizada no distrito de Brașov.